# Michael Pohst

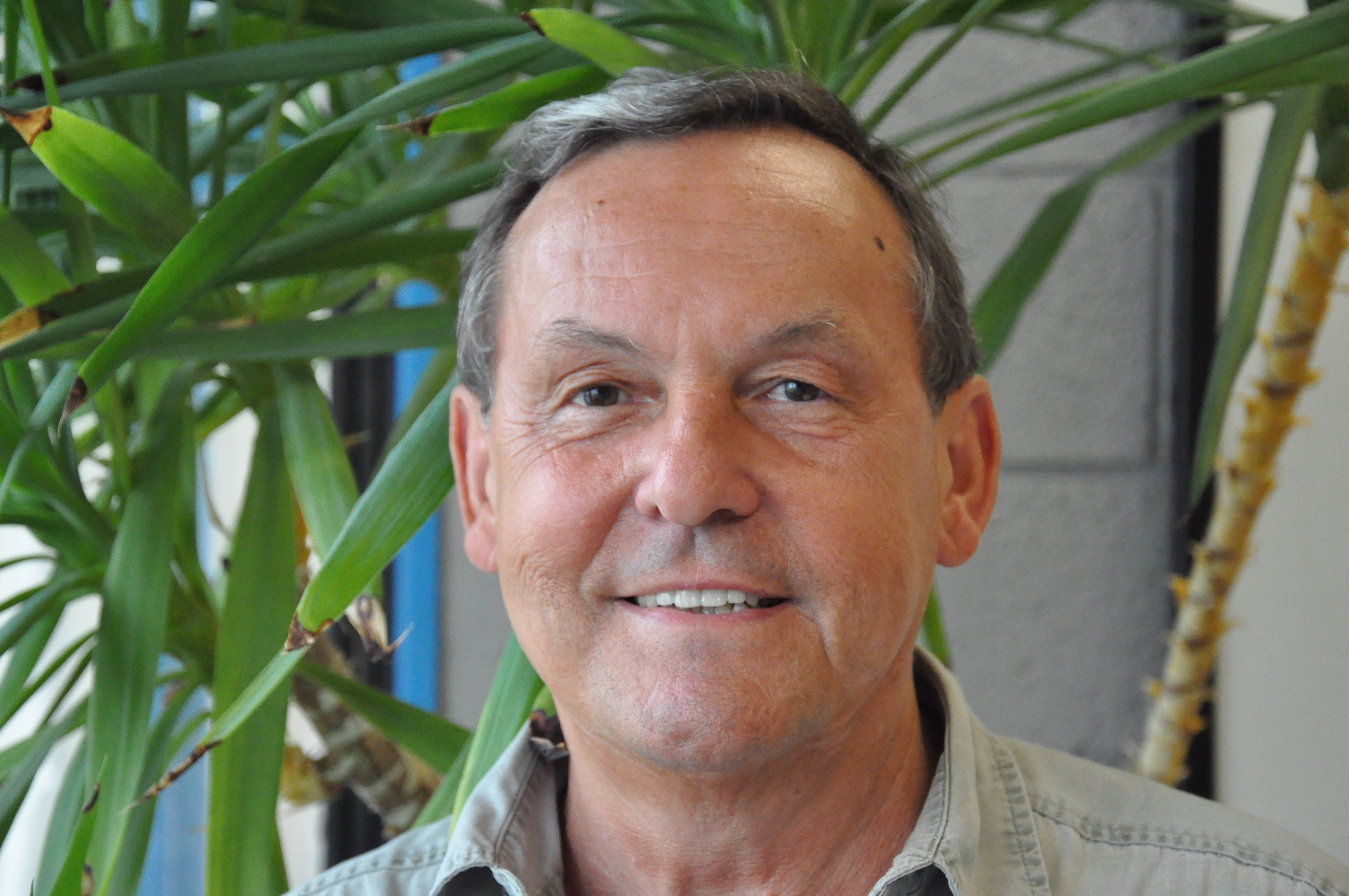
Michael Pohst (2010)

Michael E. Pohst (* 5. Juni 1945) ist ein deutscher Mathematiker, der sich mit algebraischer Zahlentheorie, Computeralgebra und algorithmischer Zahlentheorie beschäftigt.
Pohst promovierte 1973 an der Universität Köln bei Curt Meyer (Mehrklassige Geschlechter von Einheitsformen in total reellen algebraischen Zahlkörpern). Er war Professor an der Universität Düsseldorf und ist heute Professor an der TU Berlin.
Pohst befasste sich insbesondere mit der Entwicklung von Algorithmen in der algebraischen Zahlentheorie, zum Beispiel zur Bestimmung von Klassenzahlen und Klassengruppen sowie von Einheiten, teilweise mit Hans Zassenhaus, mit dem er darüber eine Monographie schrieb. Von ihm und Ulrich Fincke stammt der Fincke-Pohst-Algorithmus für die Berechnung von kurzen und kürzesten Vektoren in einem Zahlengitter. Dieser Algorithmus wird u. a. in der Signalauswertung für die GPS-Positionsbestimmung eingesetzt (Verfahren sphere decoding).
Pohst leitet die Entwicklung der zahlentheoretischen Computeralgebra-Software Kant.
1999 bis 2002 war er stellvertretender Sprecher der Fachgruppe Computeralgebra der DMV, GAMM und GI.

## Werke
- mit Hans Zassenhaus: Algorithmic algebraic number theory, Cambridge University Press, 1989, 1997
- mit Attila Pethö, Hugh C. Williams, Horst-Günter Zimmer (Herausgeber): Computational Number Theory, de Gruyter, 1991
- als Herausgeber: Algorithmic methods in algebra and number theory, Academic Press, 1987 (entspricht Sonderheft von Journal of Symbolic Computation)
- Computational algebraic number theory, DMV Seminar Bd. 21, Birkhäuser, 1993
- mit Zassenhaus: Über die Berechnung von Klassenzahlen und Klassengruppen, Journal für Reine und Angewandte Mathematik 361, 1985, S. 50
- Three principal tasks of computational algebraic number theory in R. Mollin: Number theory and applications, NATO Advanced Study Institute, Bd. 265, 1989, Kluwer, S. 279–324
- Computing invariants of algebraic number fields in Horst-Günter Zimmer (Hrsg.): Group Theory, Algebra and Number Theory, de Gruyter, 1996, S. 53–73

Er gab auch das Buch von Attila Pethő, Algebraische Algorithmen, Vieweg, 1999, heraus.